# Antonio Carrasco
Antonio Carrasco Díaz (Horcajo de Santiago, Cuenca; 18 de julio de 1952-Hontanaya, 23 de agosto de 2020) fue un crítico taurino y periodista español.

## Biografía
Comenzó su carrera periodística a finales de los años setenta de la mano de Curro Fetén, en la programa radiofónico España Taurina, donde permaneció dos décadas.
Hasta 2018, Antonio Carrasco compatibilizó su trabajo como funcionario en el Ministerio de Trabajo, con su labor periodística como colaborador taurino en diversos medios de comunicación: Radio Intercontinental; en el programa Clarín de Radio Nacional de España; y en la Agencia EFE donde enviaba diversas crónicas.
Finalmente fichó por Onda Cero, sustituyendo a José Antonio Donaire a finales de década del 2010. Desde esa emisora realizó diversas tertulias durante la tradicional Feria de San Isidro.
Falleció en su casa, en el municipio conquense de Hontanaya, a los 67 años a causa de un infarto agudo de miocardio.